# Ellenreformáció
Az ellenreformáció (latin: Contrareformatio) vagy ritkábban használt nevén katolikus megújulás  (latin: Reformatio Catholica) a katolicizmus törekvése volt mind vallási, mind társadalmi téren a protestantizmus térnyerése ellen cselekedni, elvesztett pozícióit és híveit visszaszerezni (rekatolizáció). Ebből a célból ült össze a tridenti zsinat 1545 végén, amely az ellenreformáció korszakának elindítója volt. 

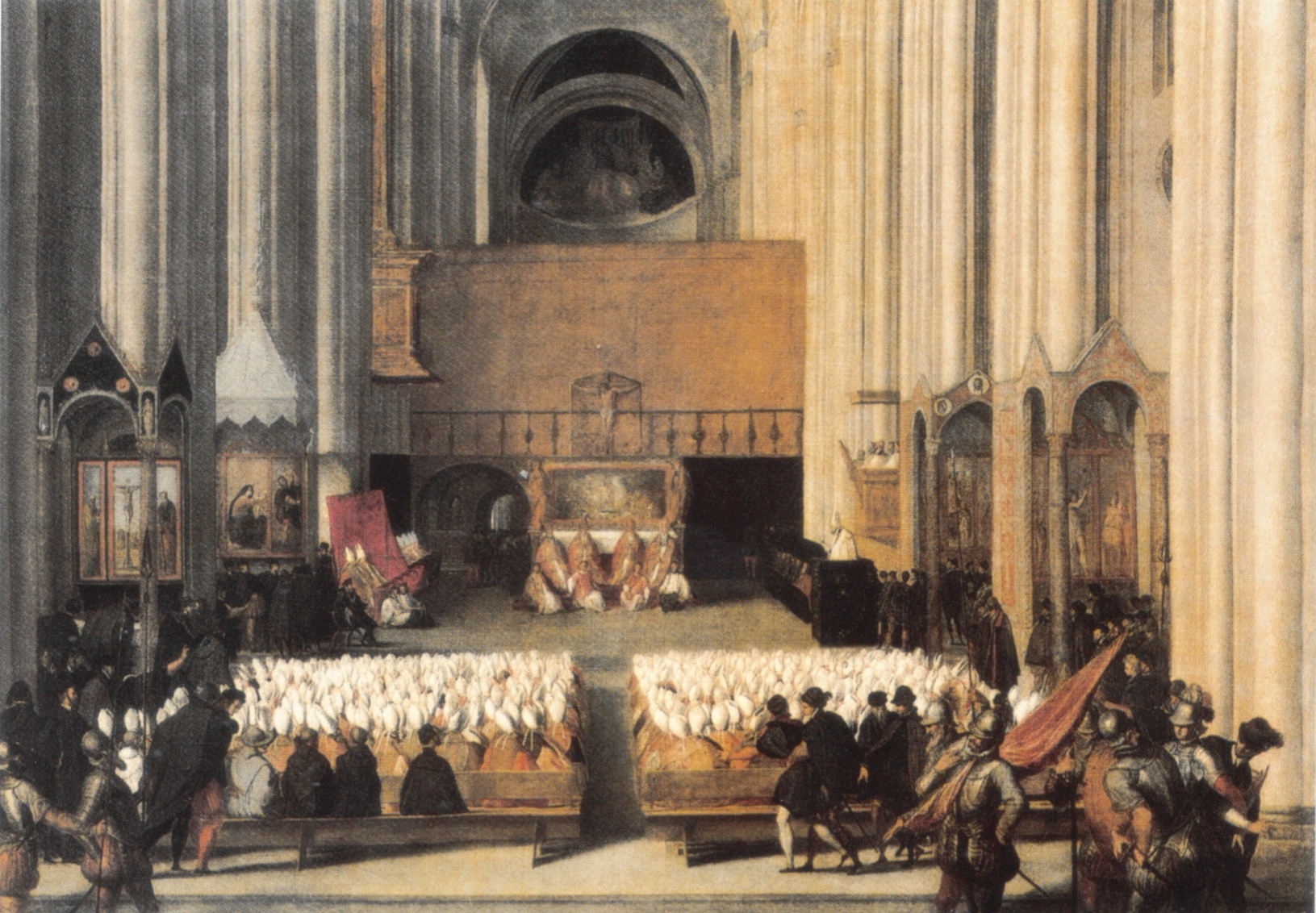
Tiziano Vecellio: a tridenti zsinat ülése 1563-ban

A reformáció mély megrázkódtatást jelentett a katolikus egyház számára: egész országok szakítottak a Római Szentszékkel: Anglia, Svédország, Dánia és Norvégia, valamint a német és svájci területek egy része. Más országok, mint Franciaország, Németalföld (Hollandia), Lengyelország, Csehország és Magyarország lakosságának is nagy része csatlakozott protestáns egyházakhoz és vallási közösségekhez. 
Az ellenreformáció legelszántabb harcosai a jezsuiták voltak, akik a protestantizmus ellen a szószékről, az iskoláikkal stb., a katolikus uralkodók támogatásával küzdöttek. 
Az intézkedések magukba foglalták a papok számára a megfelelő képzést szolgáló szemináriumok megalapítását, a liturgia változását, új szerzetesrendek alakulását, a sajtó ellenőrzését, a vallási élet reformját, a zene és – a protestánsok egyszerűségi tanításával szemben – a barokk művészet templomokban való felhasználását; továbbá számos államban az inkvizíciót is igénybe vették.
Egyes történészek alapján a schmalkaldeni háborúval kezdődött (1546) és a konfrontáció a harmincéves háborúhoz vezetett, amely az egyik legvéresebb európai konfliktus volt a 20. század világháborúit megelőzően. 
Az ellenreformáció a harmincéves háborút lezáró vesztfáliai békével nagyrészt befejeződött (1648), de bizonyos területeken az ellenreformációs folyamat egész a 18. századig tartott. Magyarországon II. József 1781-es türelmi rendelete tekinthető az ellenreformáció végének.
A vallásháborúk befejezése után a szekularizációs folyamat mind a protestáns, mind a katolikus országokban felerősödött. A reformáció és a harmincéves háborút lezáró vesztfáliai béke (1648) után a pápaság megszűnt az európai politika fő központja lenni.
Az ellenreformáció szárnyai alatt alakult a barokk művészete, monumentalizmusával, pompájával a katolikus egyház „erejét és lenyűgöző mivoltát” próbálván mutatni.

## Katolikus megújulás vagy ellenreformáció
A „katolikus megújulás” vagy másképp „katolikus reform” vagy „restauráció” elnevezéseket a katolicizmusban előszeretettel alkalmazzák az ellenreformáció megnevezés helyett. Ezeket a terminológiákat azonban sok történész megkülönbözteti egymástól.
A katolikus reform vagy megújulás a lélekgondozásra, a papság megújítására, valamint az új szerzetesrendek karitatív és nevelői szerepére összpontosult, míg az ellenreformáció az ortodoxia védelmére, a protestáns nézetek visszaszorítására, az egyházi tekintély megerősítésére, amelyhez gyakran erőszakosan is felléptek a „protestáns eretnekek” elítélésével és üldözésével.
A fentiekből következően a folyamat kettős jellegű: Az ellenreformáció jelentheti:
- egyrészt a – reformáció korát megelőzően elkezdődött – belső reformtörekvések folytatását, felerősödését (katolikus megújulás, restauráció, katolikus reform, katolikus reformáció[7]),
- másrészt a protestantizmus támadásai elleni védekezés, az elveszett pozíciók visszaszerzésére irányuló – a politikai hatalom eszközeivel is támogatott, a fegyveres harc síkjára is kiterjedő törekvések révén bekövetkező – katolikus egyházi visszahatást is.[8]

E fogalmi kettősség kiküszöbölésére javasolják a semlegesebb – és talán pontosabb – kora újkori katolicizmus – konfesszionalizáció fogalmát

## Története
A reformáció egész országokat, illetve országrészeket szakított el a katolikus egyháztól. A reformáció eszméi Németország, Svájc, Anglia mellett elterjedtek Németalföldön, Észak-Európában, a legtöbb balti államban és Kelet-Közép-Európában (Csehországban, Lengyelországban, Magyarországon). A katolikus egyház, miután tudomásul vette, hogy a nyugati kereszténységben beállt szakadások nem megszüntethetők, arra törekedett, hogy gátat vessen a reformáció térnyerésének, sőt, minél több területet visszahódítson és belső reformok révén maga is megújuljon. 
A rohamosan terjedő reformációs eszmék elindítója a tridenti zsinat volt (1545-1563). A zsinat összehívását a protestánsok is szorgalmazták, ők azonban szabad zsinatot akartak, ahol bárki felszólalhat és szavazhat. Ez azonban veszélyes lett volna a pápaságra nézve, mert könnyen igazolhatta volna a reformátorok álláspontját. III. Pál pápa végül is 1536-ban kiadta a régi rend szerint ülésező zsinatot összehívó bullát, de a zsinatot csak 1545-ben lehetett megnyitni, s a kevés számú megjelent miatt a tárgyalások meglehetősen nehézkesen indultak és vontatottan haladtak.
Hiába hoztak volna azonban bármilyen jónak látszó határozatokat a zsinaton, ha azokat nem tudták volna a gyakorlatban megvalósítani. Az egész ellenreformációs mozgalom eleve sikertelenségre lett volna kárhoztatva, ha nem talált volna az egyház olyan alkalmas embereket, akik tűzön-vízen át megvalósítják rendelkezéseit és minden eszközzel megakadályozzák a hitújítás terjedését. Erre a feladatra az 1540-ben alapított jezsuita rend mutatkozott a legalkalmasabbnak. A rend fő célja a pápa fősége alatt egyesíteni a világot. E cél érdekében kezdték meg a keresztény népek körében sokrétű tevékenységüket, de ez a cél indította őket arra is, hogy misszionáriusaik a távoli földrészeket is felkeressék. 
1575-ben megalakult az oratoriánusok papi társulata, az alapító Néri Szent Fülöp szándékai szerint a papok lelki életének az ápolására és a papnevelés színvonalára rendezkedett be. 

Az irgalmasok rendje (1572) kórházakat létesített és a betegek ápolását választotta feladatául. 

A kapucinusok a ferencesekből szakadtak ki és alkottak önálló rendet 1618-ban. Feladatuk a néptömegek körében végzett lelkipásztorkodás lett.

Ugyancsak a nép körében végzett missziós munkára (népmisszió) rendezkedtek be a lazaristák (1624). A kongregációt Páli Szent Vince alapította, aki a betegek ápolására és a szegények gondozására megalapította az irgalmas nővérek női társulatát is (1668). 

A leányifjúság nevelésére az angol Ward Mária alapított egy női rendet 1609-ben, Belgiumban. Szabályaikat végül XI. Kelemen hagyta jóvá 1703-ban. Ettől kezdve angolkisasszonyok néven folytatták oktatási tevékenységüket. 

A piaristák kifejezetten a gyermekek nevelését tűzték ki célul maguk elé. A rendet Kalazanci Szent József spanyol származású pap alapította. 

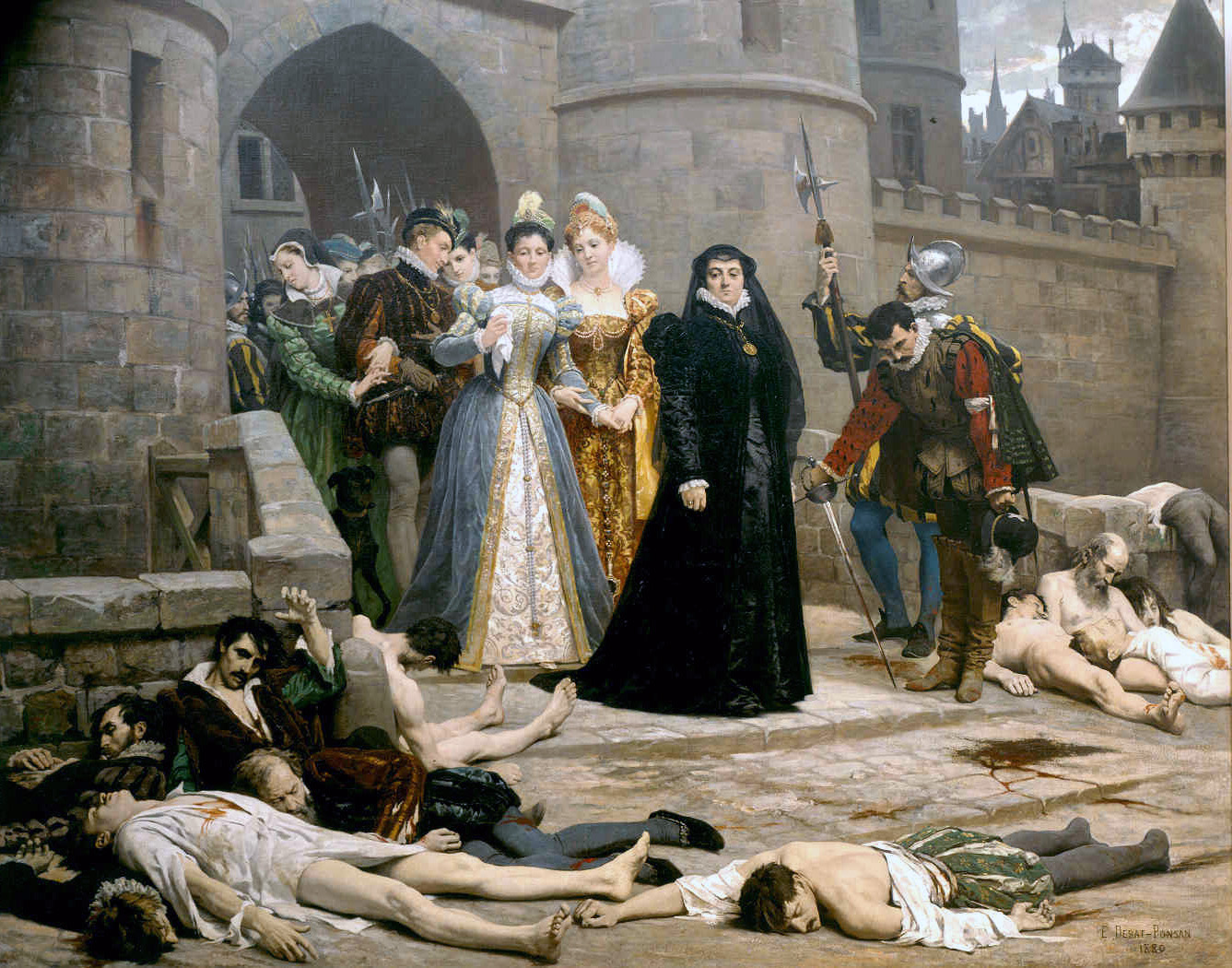
Édouard Debat-Ponsan (1880): Reggel a Louvre ajtói előtt. A művészt a Szent Bertalan éjszakája eseményei ihlették

Miután a katolikus egyház a reformáció további terjedésének gátat vetett, a reformációhoz csatlakozott területek visszahódításához is hozzáfogott. Ez az ellenreformációs tevékenység gyakran politikai és erőszakos eszközökkel is összefonódott. 
Spanyolországban, Portugáliában az inkvizíció a kisebb protestáns beszüremkedéseket teljesen felszámolta. Franciaországban az évtizedekig tartó vallásháborúk után páratlanul véres kegyetlenséggel megakadályozták a reformáció megerősödését. Németalföld francia és flamand vidékei katolikusok maradtak, míg a holland részen nem tudta megerősíteni pozícióit az egyház. 
Az ellenreformációs mozgalom mindenhol élvezte a feudális reakció támogatását. Összefonódott a spanyol hatalmi törekvésekkel is: előbb V. Károly császár állt az élére egy egységes katolikus birodalom megteremtésének tervével, majd ennek kudarca után II. Fülöp király egy spanyol vezetés alatt álló katolikus világ létrehozását tűzte ki célul. 
Az osztrák Habsburgok szintén mindent megtettek az ellenreformáció kibontakozása érdekében, mert segítségével a közép-európai országokban hatalmukat akarták megszilárdítani. 
Az ellenreformáció előretörése és egyre erőszakosabbá válása 1608-ban arra késztette a németországi protestáns fejedelmeket, hogy katonai szövetségre lépjenek egymással és megalkották a Protestáns Uniót. Velük szemben a katolikus fejedelmek 1609-ben a Katolikus Ligát hozták létre. 
A protestáns és a katolikus tábor hamarosan össze is ütközött egymással. A harmincéves háború (1618-1648) kirobbanására az adott alkalmat, hogy Csehországban a protestánsoktól elkoboztak két templomot. 
Nagy sikereket ért el az ellenreformáció Németország déli részén, különösen Bajorországban és az osztrák tartományokban. 
V. Albert bajor herceg rekatolizálta a papságot, alattvalóit a katolikus vallásra kötelezte, a protestáns nemességet pedig teljesen kirekesztette az országgyűlésből. 1575-re Bajorország tisztán katolikus lett.
1600 körülre a vallási helyzet sokat változott az 1570-es állapotokhoz képest. Bajorország, Baden-Baden Őrgrófság, Stájerország, Karintia és Krajna teljesen katolikusokká lettek. A német egyház tartományok (Köln, Münster, Fulda, az Eichsfeld-vidék, Würzburg stb.), amelyek korábban túlnyomórészt evangélikusak voltak, szintén rekatolizáltak. 
II. (Habsburg) Ferdinánd a hozzá tartozó területeken 1598 és 1629 között erőszakkal csaknem teljesen visszaszorította a protestantizmust.

### Magyarországon
Előzmények:
Mivel a 16. században Magyarország lakosságának mind nagyobb része a protestáns hit mellett döntött, a katolikus klérus – hatalmi eszközöket is igénybe véve – ellenakciót indított. Oláh Miklós érsek, I. Ferdinánd császár kancellárja, 1542-től olyan rendelkezéseket és országgyűlési törvényeket léptetett érvénybe, amelyek a katolikus egyház védelmét szolgálták. A törvények korlátlan püspöki jurisdictio szabad gyakorlatára tett lehetőséget, ideértve a kivizsgálásokat, a zsinatok tartását és az egyházi büntetések kiszabását is. 
Behívta az országba a jezsuitákat is.
Az állam a korai középkortól kezdve szorosan összekapcsolódott, egybeolvadt a fő keresztény egyházzal. Az uralkodó Habsburg-ház 1526-tól kezdve rendíthetetlen támasza maradt a katolikus egyház ügyének. 
Az ellenreformáció komolyabb korszaka Rudolf trónra lépésével (1576) kezdődött. A katolikus Habsburgok erőszakkal léptek fel a protestánsok ellen: elvették templomaikat, üldözték lelkészeiket. A század végén Felvidéken szabályos protestánsüldözés volt.
Az ellenreformáció kiemelkedő alakja Pázmány Péter volt, aki azt szerette volna, hogy Magyarország minden lakosa katolikus legyen. Írásaival és ékesszólásával a többségében protestáns hitre áttért magyar főurak jelentős részét ismét visszatérítette a katolikus egyházba s ezáltal a katolicizmus hosszútávú biztos szerepét Magyarországon  megszilárdította. Az életének a végére a magyar földbirtokos arisztokrácia túlnyomó része ismét katolikussá lett, és velük együtt jobbágyaik hatalmas tömege. A közoktatás jórészt a jezsuiták kezébe került, de felvirágoztak a piaristák iskolái is.
1625-től már csak katolikus hitű személy tölthette be a nádori tisztet. I. Lipót alatt (1657-1705) az ellenreformáció radikális korszaka kezdődött. Az 1681-es soproni országgyűlésen korlátozott mértékben engedélyezték a protestáns vallásgyakorlást (megyénként két artikuláris helyen, de azokon kívül sehol).
Mária Terézia alatt (1740-1780) csak “titkos protestantizmus” létezett. A protestáns egyházak hívei névlegesen ugyan a római katolikus egyházban maradtak, és éltek a szentségeivel, de összejöveteleiket titokban tartották. Akiket elfogtak, azokat börtönbe zárták vagy gályarabságra vitték.
1781-ben II. József kiadta türelmi rendeletét: a felvilágosult abszolutizmus szellemében – szabad vallásgyakorlást és hivatalviselést biztosított egyes felekezeteknek. Mindez kiváltotta a pápaság rosszallását: VI. Piusz pápa 1782-ben maga utazott Bécsbe („fordított Canossa-járás”), de József nem változtatott politikáján.

## Eszközei

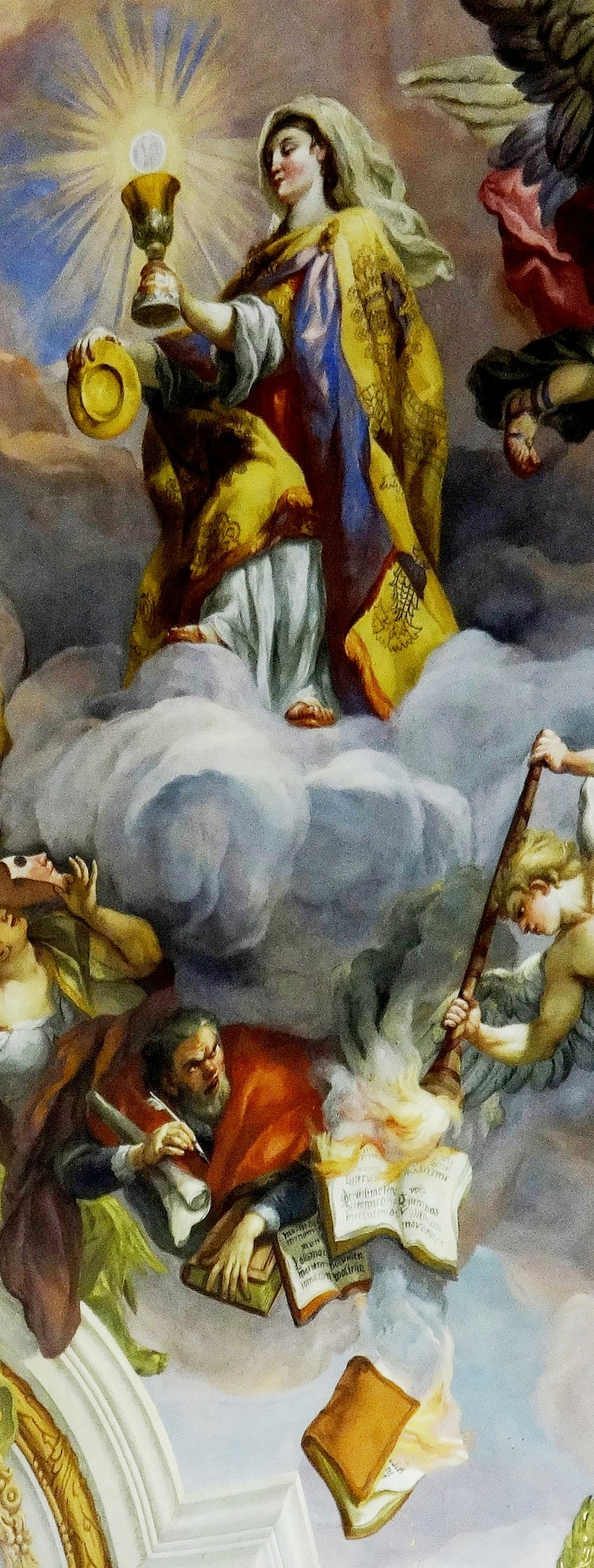
Johann Michael Rottmayr barokk festő: A katolikus hit diadala a protestáns eretnekség felett (1729), freskó a bécsi Borromeo Szent Károly-templomban

A katolikus megújulás fő eszközei:
- tridenti zsinat

Készítettek egy katekizmust, amely röviden összefoglalta a katolikus tanítást és erkölcsi elveket. 
Ettől kezdve nagy hangsúlyt fektettek a papképzésre; papnevelő intézetek felállítását rendelték el.
Megélénkült a katolikus egyházi oktatás (hitoktatás), illetve javult a színvonala.
Tilos volt egy személynek több egyházi méltóságot betöltenie. A püspököket kötelezték arra, hogy egyházmegyéjükben tartózkodjanak, vigyázzanak a papság erkölcseire. 
Felismerték a könyvnyomtatásban és könyvterjesztésben rejlő erőt. A Róma számára nemkívánatos, "eretnek" könyvekre összeállították a Tiltott könyvek jegyzékét (index). 
Védelembe vették a szentek, az ereklyék és szentképek tiszteletét, különös jelentőséget biztosítva a Mária-tiszteletnek. 
Eltörölték a búcsúcédulák árusítását. 
Sok évszázados mozdulatlanság és tilalom után megszülettek az első katolikus Biblia-fordítások. (A laikusok számára továbbra is tilos volt a Biblia egyéni értelmezése, ez a papság kiváltsága maradt.) 
Új inkvizíciót állítottak fel, amelyet a pápa hatáskörébe adtak. 
- új szerzetesrendek, akik népmissziót és szociális munkát végeznek
  - jezsuiták
- polemikus (hitvédő és hitvitázó) teológia
- változások a liturgiában

Új liturgikus könyveket adtak ki, és ezzel az istentiszteletet egységesítették. 
Mindent megtettek, hogy fokozzák az istentisztelet méltóságát. A szentáldozást legtöbbször szentgyónás előzte meg. Az eddig hordozható gyóntatószék, amelyet szükség esetén  az oltár közelében állítottak fel, állandó helyet kapott a templomban.
A laikusokat arra biztatták, hogy gyakrabban vegyék az eucharisztia szentségét, és így gyakrabban gyónjanak is. 
Az új ájtatosságok és imádságok – főleg az oltáriszentséggel és a Szűzanyával kapcsolatban keletkeztek – a katolikus vallásos buzgóság növekedését mozdították elő. A népi vallásosság jellemző vonása volt az ájtatosságok, körmenetek, zarándoklatok gyakori szervezése. Különféle jámbor egyesületek is keletkeztek (confraternitates), ezek főleg a latin államokban örvendtek különös népszerűségnek. A Szűzanya tisztelete rendkívüli fokot ért el, szinte a katolikus vallásosság külső jele és fokmérője lett. A rózsafüzér elnyerte mai formáját. Az új barokk templomok a sok oltárral a szentek tiszteletét is előmozdították. A hitéletet még ünnepélyesebbé és színesebbé tették  az ún. paraliturgiák (keresztúti ájtatosságok, körmenetek) szorgalmazása. 
A parancsolt ünnepek számát 34-re csökkentették. Elsősorban ezeken a napokon és vasárnapokon folyt a hívek lelki gondozása. A papság, és a hívek lelki épülését szolgálták az aszkétikus és misztikus imádságos könyvek, a hitvédő és hitoktató irodalom. 
Utasították a papokat, hogy a templomokban vasárnap ne csak misét tartsanak, hanem oktassák az embereket a hit dolgairól is. A tanítások közül az egyik legfontosabb az volt, hogy csak a katolikusok kerülhetnek a mennyországba (az egyházon kívül nincs üdvösség).
- iskola és oktatásfejlesztés, jezsuita iskolareform
- vallásos zenei dráma, opera és oratórium

Az irodalomban megjelent a vallásos dráma, a szerzőikről sokszor jezsuita drámának nevezett színházi darabok. Különösen Jakob Bidermann művei voltak kiemelkedők. A vallásos költészet legnevesebb képviselője Itáliában A megszabadított Jeruzsálem írója, Torquato Tasso.
- az egyházi zene megújulása

Az egyházi polifon zene is a fénykorát élte. Giovanni Palestrina, a pápai énekkar vezetője, Claudio Monteverdi, Orlando di Lasso és a spanyol Tomás Luis de Victoria munkássága a vallás és a zene világának tökéletes harmóniáját jelentette. Az 1615-ben megjelent Graduale Romanum  a gregorián dallamokat humanista alapelvek szerint alakította át.

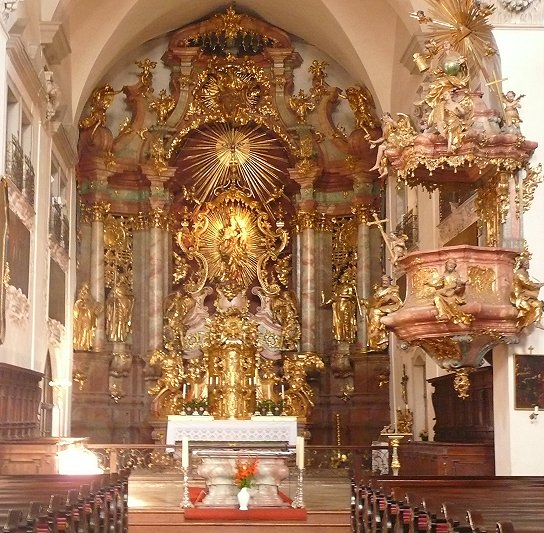
Példa egy ellenreformációs, barokk templomra: Steyr, Mária-templom

- a reformáció puritánságával szemben a művészetet is felhasználja (barokk)

A vallási építményeknél alkalmazott barokk művészet és építészet célja a protestánsok legyőzéseként az emberek lenyűgözése, misztikus révületbe emelése volt.
A tridenti zsinat kimondta, hogy az építészetnek, a festészetnek és a szobrászatnak különös szerepe van a katolikus teológia közvetítésében. Minden olyan munka, amely „testi vágyat” ébreszthetett, megengedhetetlen volt a templomokban, de Krisztus szenvedése vagy a szentek bármilyen ábrázolása kívánatos és helyénvaló volt. Abban a korszakban, amikor a  protestáns reformerek kidobták a szentek képeit és lemeszelték a templombeli ábrázolásukat, a katolikus hitvédők megerősítették a művészet fontosságát, különös tekintettel Szűz Mária ábrázolására.
A barokk szellemiség középpontjában a szentek kultusza állt. Ennek megfelelően a templomokban bőséggel építették az élethű ábrázolásukat a domborműveken, szobrokon és festményeken.
Eljött a pazar templomdíszek korszaka, az oltárokat és síremlékeket egyre drágább anyagokból készítették, megjelentek a színes lámpák és a becses gyertyatartók.  Arannyal borították be vagy színesre festették a szobrokat is. Az ellenreformáció fanatikus jezsuita "katonái" újszerű liturgiát honosítottak meg, látványos templomi szertartásokkal a hívők elkápráztatására törekedtek. Ugyanezt a célt szolgálta a templomok túláradó, művészi pompája is, amikor a hívők érzelmeire akartak hatni. 

## Fő alakjai

### Papok, teológusok
| - Loyolai Ignác - Canisius Péter (jezsuita pap) - Ballarmin Róbert (jezsuita pap) - Matteo Ricci (jezsuita) - Keresztes János |  | - Xavér Ferenc - Ávilai Teréz - Néri Fülöp - Kalazanci József - Morus Tamás (Thomas More) - Páli Vince |  |  |  |

### Uralkodók
- V. Károly német-római császár (1500-1558)
- II. Ferdinánd német-római császár (1578-1637)
- III. Miksa osztrák főherceg
- Rudolf magyar király, német-római császár
- I. Lipót német-római császár (1640-1705)
- I. Mária angol királynő (1553–1558)
- II. Fülöp spanyol király (1527–1598)
- XIV. Lajos francia király (1638-1715)

### Diplomaták, politikusok
- Batthyány Ádám (Magyarországon)
- Caspar Schoppe
- Aegidius Tschudi

### Egyházi vezetők
- Borromei Károly
- Fisher János
- Szalézi Ferenc
- Julius Echter von Mespelbrunn
- Richelieu bíboros (1585-1642)
- Pázmány Péter (Magyarországon)